# Eli "Paperboy" Reed
Eli "Paperboy" Reed, nome artístico de Eli Husock (San Petersburgo, 14 de julho de 1983) é um cantor de soul e guitarrista estadunidense. Seu apelido "Paperboy" vem de sua maneira especial de usar um boné que pertenceu a seu avô, e que relembra os antigos entregadores de jornais dos Estados Unidos.

## Carreira
Eli "Paperboy" Reed começou a gostar de black music ouvindo discos de seu pai quando criança. Ele aprendeu sozinho a tocar piano, gaita e violão. Ele fundou uma banda chamada The True Loves com o qual já recebeu opiniões positivas por ambos críticos e o público. 
Após se formar na Brookline High School em 2002, ele se mudou para Clarksdale, Mississippi. Após passar um ano em Clarksdale, ele se matriculou na Universidade de Chicago para estudar sociologia. Enquanto estava em Chicago, ele apresentou um programa de rádio chamado "We Got More Soul" na WHPK e tocou órgão e piano na igreja Mitty Collier no South Side Chicago. Após um ano de estudo em Chicago, ele voltou para casa em Boston para se concentrar na música, gravando seu primeiro álbum Sings "Walkin' and Talkin' for My Baby" and Other Smash Hits!
Após o lançamento de seu álbum e seus shows ao vivo, Reed assinou com a gravadora Q Division Records, de Somerville, Massachusetts. Ele gravou seu primeiro álbum de material original, Roll With You, no final de 2007 com o produtor da Q Division, Ed Valauskas. O álbum foi lançado em 2008, e nos dois anos seguintes Reed conquistou seguidores nacionais e internacionais. Ele assinou com a Virgin antes de mudar para a gravadora-mãe Capitol Records em 2009.
Come And Get It!, a estreia de Reed em uma grande gravadora, foi produzida por Mike Elizondo. Falando em março de 2010 com o escritor britânico de soul Pete Lewis, Reed afirmou que o álbum foi fortemente influenciado pelas gravações de soul music de Chicago do final dos anos 1960/início dos anos 1970 de artistas como Tyrone Davis e Mel & Tim.
Em 2009 ele foi nominado aos prêmios Mojo por artista revelação do ano.
Reed assinou com a Warner Bros. Records no final de 2012 e lançou um single de 45 RPM apresentando uma versão somente em vinil de uma nova canção, "WooHoo", no Record Store Day, 20 de abril de 2013. Seu quarto álbum foi lançado em 2014 pela Yep Roc Records, e My Way Home seguiu em 2016.
A canção "Your Sins Will Find You Out" foi apresentada no Episódio 4[ da primeira temporada de Preacher, e "Recess" aparece em The Way Way Back (2013) e Europa Report (2013).
Em 22 de janeiro de 2019, Reed anunciou o lançamento em 12 de abril de seu álbum, 99 Cent Dreams, pela Yep Roc Records. Foi gravado no estúdio Sam Phillips Recording em Memphis com o produtor musical Matt Ross-Spang e vocais de apoio do grupo vocal The Masqueraders de Memphis. A coletânea foi escolhida como 'Álbum de Blues Favorito' pela AllMusic.

## Discografia
- Walkin' and Talkin' and Other Smash Hits! (Double E Records, 2005)
- Roll with You (Q Division Records, 2008)
- Come And Get It (Capitol Records, 2010)
- Nights Like This  (Warner Bros., 2014)
- My Way Home (Yep Rocords 2016)
- 99 Cent Dreams (Yep Rocords, 2019)
- Down Every Road (Yep Roc Records, 2022)